# Zelenohorské vojvodství
Zelenohorské vojvodství (polsky województwo zielonogórskie) bylo během uspořádání země z let 1975–1998 vyšším územně samosprávným celkem Polska. Vojvodství hraničilo na severu s vojvodstvím Hořovským, na východě s Poznaňským a s Lešenským, na jihovýchodě s Lehnickým a na jihu s Jelenohorským. Ze západu hraničilo s NDR a později se SRN. Na konci roku 1998 zaniklo na základě reformy administrativního uspořádání země a jeho území bylo začleněno z většiny do Lubušského vojvodství, východní část pak do Velkopolského vojvodství.

## Počet obyvatel v letech 1975–1998
| Rok            | 1975    | 1980    | 1985    | 1990    | 1995    | 1998    |
| Počet obyvatel | 580 000 | 609 200 | 646 000 | 660 000 | 674 100 | 679 300 |

## Regionální úřady
Na základě zákona ze dne 22. března 1990 o orgánech místní samosprávy (Dz.U. z roku 1990, č. 21, položka 123) bylo v oblasti Zelenohorského vojvodství zřízeno 6 regionálních orgánů správy samosprávy sdružujících několik obcí:
1. Regionálné úřad v Krosnu Odrzańském pro gminy: Bobrowice, Bytnica, Cybinka, Dąbie, Gubin, Krosno Odrzańskie i Maszewo a město Gubin
2. Regionálné úřad v Nowej Soli pro gminy: Bytom Odrzański, Kolsko, Kożuchów, Małomice, Niegosławice, Nowa Sól, Nowe Miasteczko, Otyń, Siedlisko, Sława i Szprotawa a město Nowa Sól
3. Regionálné úřad v Świebodzině pro gminy: Lubrza, Łagów, Skąpe, Szczaniec, Świebodzin a Torzym
4. Regionálné úřad v Wolsztyně pro gminy: Babimost, Kargowa, Siedlec, Wolsztyn, Zbąszynek a Zbąszyń
5. Regionálné úřad v Zelené Hoře pro gminy: Bojadła, Czerwieńsk, Nowogród Bobrzański, Sulechów, Świdnica, Trzebiechów, Zabór i Zelená Hora a město Zelená Hora
6. Regionálné úřad v Żarach pro gminy: Brody, Brzeźnica, Iłowa, Jasień, Lipinki Łużyckie, Lubsko, Przewóz, Trzebiel, Tuplice, Wymiarki, Żagań i Żary oraz miast: Gozdnica, Łęknica, Żagań a Żary

## Seznam vojvodů
- 1973 (1975)–1980: Jan Lembas
- 1980–1982: Zbigniew Cyganik
- 1982–1984: płk Walerian Mikołajczak
- 1984–1990: Zbyszko Piwoński
- 1990–1993: Jarosław Barańczak
- 1993–1997: Marian Eckert
- 1997–1998: Marian Miłek